# Versus (Usher)
Versus è il primo extended play del cantante statunitense Usher, pubblicato il 24 agosto 2010 dalla LaFace Records. La produzione dell'EP è stata effettuata fra il 2008 ed il 2010 ed è stata gestita da numerosi produttori, fra cui Polow da Don, Jim Jonsin, Rico Love, Drumma Boy, Jimmy Jam and Terry Lewis, Tha Cornaboyz e Max Martin.
L'EP ha debuttato alla quarta posizione della classifica statunitense Billboard 200, vendendo circa 46 000 copie nella prima settimana. Versus è diventato il sesto maggior successo commerciale per Usher, e da esso sono stati estratti due singoli DJ Got Us Fallin' in Love e Hot Tottie. L'EP è stato ben accolto anche dalla critica

## Tracce
1. Love 'Em All – 3:48
2. DJ Got Us Fallin' in Love (feat. Pitbull) – 3:42
3. Hot Tottie (feat. Jay-Z) – 4:59
4. Lay You Down – 4:04
5. Lingerie – 4:15
6. There Goes My Baby – 4:41
7. Get In My Car (feat. Bun B) – 4:10
8. Somebody to Love (Remix) (feat. Justin Bieber) – 3:29
9. Stranger – 4:48

Bonus track dell'edizione messicana e tedesca
1. More - 3:49
2. Dirty Dancer (con Enrique Iglesias) - 3:39
3. More - 3:49
4. OMG (featuring will.i.am) - 4:29
5. Hey Daddy (Daddy's Home) - 4:16
6. Papers - 4:21
7. Lil Freak (featuring Nicki Minaj) - 3:54

## Classifiche
| Classifica (2010)               | Posizione più alta |
| ------------------------------- | ------------------ |
| Belgio (Fiandre)                | 38                 |
| Belgio (Vallonia)               | 59                 |
| Canada                          | 12                 |
| Paesi Bassi                     | 58                 |
| Germania                        | 46                 |
| Germania (Album digitali)       | 7                  |
| Italia                          | 91                 |
| Svizzera                        | 61                 |
| US Billboard 200                | 4                  |
| US Billboard R&B/Hip-Hop Albums | 3                  |